# Taxinge distrikt
Taxinge distrikt är ett distrikt i Nykvarns kommun och Stockholms län. 
Distriktet ligger väster om Nykvarn.

## Tidigare administrativ tillhörighet
Distriktet inrättades 2016 och utgörs av socknen Taxinge i Nykvarns kommun.
Området motsvarar den omfattning Taxinge församling hade vid årsskiftet 1999/2000.